# Entrada Real

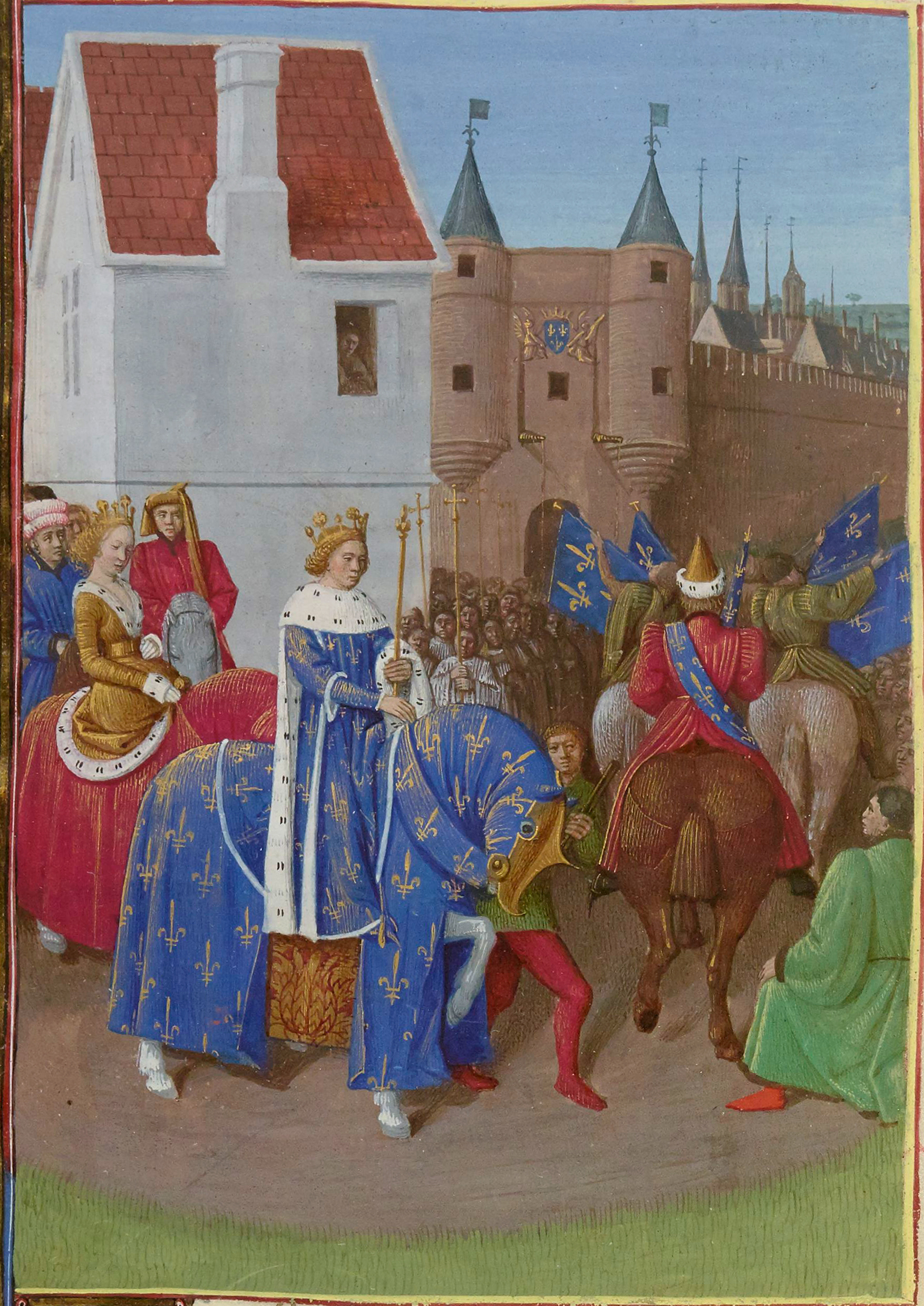
Entrada de João II de França e da Rainha em Paris após a coroação em Reims em 1350, em iluminura posterior de Jean Fouquet.

Uma Entrada Real, também conhecida por Entrada Triunfal ou Entrada Jubilar, era um conjunto de cerimónias e festividades que acompanhavam o monarca ou de um seu representante na entrada de uma cidade, durante a Idade Média e início da Idade Moderna na Europa. A entrada era centrada numa procissão que levava o príncipe até à cidade, onde era acolhido publicamente e homenageado pelas autoridades locais. Uma festa ou outra celebração seguia-se.
A partir da Baixa Idade Média as entradas tornaram-se ocasião para exibição de procissões e propaganda. O estabelecimento da iconografia, apartado de padrões convencionais, era escrupulosamente seleccionado pela cidade acolhedora, pelos mais sábios e estudiosos, normalmente associados ao capítulo da respectiva catedral, ou com a universidade ou corte académica, ou pelo grupo da personalidade honrada. Era ainda costume que muitos grandes artistas, escritores e compositores fossem envolvidos na criação de obras específicas para celebrar a ocasião.